# Švédské hokejové hry 1991
Švédské hokejové hry se konaly od 7. do 10. února 1991 v Stockholmu. Zúčastnili se čtyři reprezentační mužstva, která se utkala jednokolovým systémem každý s každým.

## Výsledky a tabulka
|    |         | URS           | SWE     | FIN    | TCH            | V | R | P | Skóre | B |
| 1. | SSSR    | Sovětský svaz | 6:4     | 9:6    | 2:2            | 2 | 1 | 0 | 17:12 | 5 |
| 2. | Švédsko | 4:6           | Švédsko | 2:1    | 4:2            | 2 | 0 | 1 | 10:9  | 4 |
| 3. | Finsko  | 6:9           | 1:2     | Finsko | 7:2            | 1 | 0 | 2 | 14:13 | 2 |
| 4. | ČSFR    | 2:2           | 2:4     | 2:7    | Československo | 0 | 1 | 2 | 6:13  | 1 |

 Švédsko –  Československo 4:2 (1:1, 2:1, 1:0)
7. února 1991 – Stockholm

Branky a nahrávky Švédska: 17:02 Peter Hammarström (Patrick Erickson, Johan Strömwall), 21:24 Jan Viktorsson, 34:28 Bengt-Åke Gustafsson (Kenneth Kennholt), 59:34 Thomas Rundqvist.

Branky a nahrávky Československa: 1:35 Ľubomír Kolník (Radek Ťoupal), 27:56 Ľubomír Kolník (Radek Ťoupal).

Rozhodčí: Seppo Mäkelä (FIN) - Johan Norrman (SWE), Stephan Eriksson (SWE)

Vyloučení: 4:3 (využití 0:1)
ČSFR: Radek Tóth - Milan Tichý, Bedřich Ščerban, Leo Gudas, Michal Danko, Stanislav Medřík, Jiří Šlégr, Josef Řezníček, Richard Šmehlík - Ľubomír Kolník, Radek Ťoupal, Ladislav Lubina - Libor Dolana, Jiří Kučera, Petr Vlk - Tomáš Jelínek, Jaroslav Otevřel, Jiří Doležal - Kamil Kašťák, Robert Lang, Martin Ručinský.
Švédsko: Rolf Ridderwall – Kjell Samuelsson, Tomas Jonsson, Kenneth Kennholt, Peter Andersson (1962), Fredrik Stillman, Nicklas Lidström, Ola Josefsson, Peter Andersson (1965) – Patrik Carnbäck, Thomas Rundqvist, Håkan Loob – Charles Berglund, Mikael Johansson, Jan Viktorsson – Tomas Forslund, Bengt-Åke Gustafsson, Mats Näslund – Patrick Erickson, Johan Strömwall, Peter Hammarström.
 SSSR –  Finsko 9:6 (3:2, 2:3, 4:1)
7. února 1991 – Stockholm

Branky SSSR: 8. Valerij Kamenskij, 14. Viktor Gordjuk, 14. Vjačeslav Kozlov, 25. Igor Kravčuk, 32. Viktor Gordjuk, 46. Valerij Kamenskij, 48. Vjačeslav Kozlov, 54. Sergej Němčinov, 57. Valerij Zelepukin.

Branky Finska: 12. Pekka Tuomisto, 15. Anne Haanpää, 29. Timo Jutila, 31. Timo Peltomaa, 36. Hannu Virta, 60. Pekka Tuomisto.

Rozhodčí: Borje Johansson (SWE) - T. Pettersson (SWE), K. Tuden (SWE)

Vyloučení: 4:3 (využití 2:1)
 Švédsko –  Finsko 2:1 (0:0, 0:1, 2:0)
8. února 1991 – Stockholm

Branky Švédska: 53. Nicklas Lidström, 56. Peter Andersson.

Branky Finska: 22. Esa Keskinen.

Rozhodčí: Nikolaj Morozov (URS) - Johan Norrman (SWE), Stephan Eriksson (SWE)

Vyloučení: 1:3
 Československo –  SSSR 2:2 (1:0, 1:1, 0:1)
8. února 1991 – Stockholm

Branky a nahrávky Československa: 10:24 Petr Vlk (Jiří Dolana), 25:23 Leo Gudas.

Branky a nahrávky SSSR: 31:38 Igor Kravčuk (Pavel Bure), 48:40 Valerij Kamenskij.

Rozhodčí: Borje Johansson (SWE) - Johan Enestedt (SWE), Christer Larking (SWE)

Vyloučení: 6:5 (využití 0:1)
ČSFR: Eduard Hartmann - Milan Tichý, Bedřich Ščerban, Leo Gudas, Michal Danko, Stanislav Medřík, Jiří Šlégr, Josef Řezníček, Richard Šmehlík - Libor Dolana, Jiří Kučera, Petr Vlk - Ľubomír Kolník, Radek Ťoupal, Ladislav Lubina - Tomáš Jelínek, Jaroslav Otevřel, Jiří Doležal - Kamil Kašťák, Robert Lang, Richard Žemlička.
SSSR: Alexej Marjin - Igor Kravčuk, Vladimir Konstantinov, Jevgenij Namestnikov, Valerij Širjajev, Vjačeslav Uvajev, Dmitrij Mironov, Alexandr Smirnov, Alexej Žitnik - Pavel Bure, Vjačeslav Bucajev, Valerij Kamenskij - Andrej Kovaljov, Sergej Němčinov, Viktor Gordjuk - Leonid Truchno, Alexandr Semak, Alexej Žamnov - Dmitrij Kvartalnov, Vjačeslav Kozlov, Valerij Zelepukin.
 Finsko –  Československo 7:2 (1:2, 4:0, 2:0)
10. února 1991 – Stockholm

Branky a nahrávky Finska: 11:32 Hannu Virta, 21:44 Teemu Selänne, 27:55 Pekka Tuomisto, 32:53 Teemu Selänne, 33:15 Mikko Haapakoski (Teppo Kivelä, Vesa Vitakoski), 46:19 Mikko Haapakoski (Teppo Kivelä), 49:29 Hannu Virta (Esa Keskinen, Hannu Järvenpää).

Branky a nahrávky Československa: 1:22 Jiří Doležal (Tomáš Jelínek), 3:48 Libor Dolana (Bedřich Ščerban).

Rozhodčí: Nikolaj Morozov (URS) - T. Pettersson (SWE), K. Tuden (SWE)

Vyloučení: 6:5 (využití 0:0, v oslabení 2:0) navíc Richard Žemlička a Raimo Sumanen do konce utkání.
ČSFR: Eduard Hartmann - Milan Tichý, Bedřich Ščerban, Leo Gudas, Michal Danko, Stanislav Medřík, Jiří Šlégr, Josef Řezníček, Richard Šmehlík - Libor Dolana, Jiří Kučera, Petr Vlk - Ľubomír Kolník, Radek Ťoupal, Ladislav Lubina - Tomáš Jelínek, Jaroslav Otevřel, Jiří Doležal - Martin Ručinský, Robert Lang, Richard Žemlička.
Finsko: Jukka Tammi – Ville Sirén, Hannu Virta, Harri Laurila, Arto Ruotanen, Timo Blomqvist, Timo Jutila, Hannu Henriksson, Mikko Haapakoski – Teemu Selänne, Esa Keskinen, Hannu Järvenpää – Raimo Summanen, Mika Nieminen, Pekka Tuomisto – Ari Haanpää, Raimo Helminen, Pauli Järvinen – Vesa Vitakoski, Teppo Kivelä, Timo Peltomaa.
 Švédsko –  SSSR 4:6 (1:2, 1:2, 2:2)
10. února 1991 – Stockholm

Branky Švédska: 20. Kenneth Kennholt, 38. Thomas Rundqvist, 42. Jan Viktorsson, 55. Samuelsson.

Branky SSSR: 1. Vladimir Konstantinov, 2. Leonid Truchnov, 21. Valerij Kamenskij, 33. Alexandr Semak, 53. Vjačeslav Uvajev, 53. Pavel Bure.

Rozhodčí: Seppo Mäkelä (FIN) - Johan Enestedt (SWE), Christer Larking (SWE)

## Nejlepší hráči
| Pozice  | Hráč              |
| ------- | ----------------- |
| Brankář | Jukka Tammi       |
| Obránce | Igor Kravčuk      |
| Útočník | Valerij Kamenskij |